# Gyulai Pál (irodalomtörténész)
Gyulai Pál (Kolozsvár, 1826. január 25. – Budapest, 1909. november 9.) magyar irodalomtörténész, költő, író, egyetemi tanár, műkritikus, 1879-től 1899-ig Kisfaludy Társaság 4. elnöke, a Magyar Tudományos Akadémia tiszteleti tagja, a magyar főrendiház tagja és jegyzője.

## Családja
Nagyszülei: Gyulay Ferenc (1758. nov. 28.–1804. márc. 8.) számvevőtiszt, Benő Ágnes; vargyasi Hajós János (megh. 1801), Menyhárth Mária.
Szülei: Gyulay Antal (1793. máj. 23.–1840. jan. 11.), az erdélyi királyi kormányszék tartományi számvevőtisztje, Hajós Sára (1793–1848).
Nagybátyja, Hajós Sára testvére: Hajós János (1788. nov. 27.) rendőrbiztos; unokatestvére, Hajós János fia: Hajós János (1818. dec. 23. Kolozsvár–1899. máj. 12. Kolozsvár. Temetés: 1899. máj. 14. Kolozsvár) politikus, országgyűlési képviselő.
Testvérei: Gyulai Ferenc (1819. nov. 28. Kolozsvár–1866. dec. 6. Kolozsvár) színész, Gyulai Sándor (1829. Kolozsvár–1864. márc. 25. Aranyosgyéres) református lelkész, Földessy Sándorné Gyulai Antónia (1831. Kolozsvár–1907. máj. 22. Dés. Temetés: 1907. máj. 24. Dés).
Felesége: 1858. júl. 31.–1866. szept. 10.: Szendrey Mária (1838. okt. 23. Szénás, Bars vm.–1866. szept. 10. Pest. Temetés: 1866. szept. 12. Kerepesi út), Szendrey Júliának, Petőfi Sándor feleségének testvére.
Gyermekei: Gyulai Kálmán (1861. máj. 23. Kolozsvár–1897. aug. 8. Bad Reichenhall, Bajorország, Németország. Temetés: 1897. aug. 13. Kerepesi út); leánya: Fodor Dánielné Gyulai Aranka (1859. jún. 15. Kolozsvár–1915. ápr. 10. Budapest) és Markos Györgyné Gyulai Margit (1862. aug. 26. Pest–1885. máj. 2. Kassa. Temetés: 1885. máj. 4. Kerepesi út).
Apja még a Gyulay névváltozatot használta. Gyulai Pál később örökbe fogadta vejét, Fodor Dániel császári és királyi katonatisztet, későbbi honvéd ezredest, aki felvette a Gyulay-Fodor Dániel (megh. 1942. szept. 23. Budapest. Temetés: 1942. szept. 26. Kerepesi út) nevet.

## Életútja
A kolozsvári református kollégiumban kezdte tanulmányait, ahol bölcseleti, jogi (1843–45) és hittani tanfolyamokat kitűnővel végezte, 1846-ban. Itt, a református módszer szerint, teljes képzést kapott a tanári pályára, de mielőtt arra lépett volna, az élet, az irodalom terén autodidakta módon képezte magát. Gyermekkorában már nagy élvezettel látogatta a kolozsvári magyar színielőadásokat. Szerette eljátszani, amit látott, sőt maga is színdarabokat írogatott; a költőket, kivált a drámaírókat olvasta. Talán, ha kis termete nem akadályozza, ő is színész lesz, mint bátyja, Gyulai Ferenc (akinek szobrát 1876-ban leplezték le a kolozsvári színház előtt.)
Tizennégy éves volt, amikor apja (1840) meghalt, és özvegyen hagyta nejét és árván gyermekeit, három fiút és egy leányt. Az élet gondjai hamar ránehezedtek a szegény családra. Gyulai, hogy anyjának segítsen, kisebb gyermekek tanításával foglalkozott a kollégiumban, és már 1843-ban egészen saját erejéből tartotta fenn magát, korán hozzászokva az önállósághoz.
Az 1840-es években az Erdélyi Hiradóba dolgozott és 1848-ban a lapnak rendes munkatársa lett. 1844–46-ban mint jogász három pályadíjat nyert: az Erdély irodalomtörténetét, a párbajt és a nyelvbeli purizmust tárgyaló munkálataival. Megismerkedett a magyar szépirodalom akkori költőivel, akik közül Vörösmarty tette rá legmélyebb hatást. Magánszorgalomból megtanult németül és franciául, és fordította Goethét, Friedrich Schillert, Heinét és olvasgatta Voltaire-t, Rousseau-t, Victor Hugót, Lamartine-t és Molière-t.
1843-tól 1845-ig Pataki Dániel gyermekeinek volt tanítója és házánál, Désen töltötte a szünnapokat. 1845-ben az öreg gróf Bethlen János, Erdély egyik legnagyobb államférfia, fiai nevelőjéül kérte föl. 1847-ben a kolozsvári református kollégium költészeti osztályának tanárává választották. 1848-ig volt Bethlen gróf gyermekei mellett. Alkalma nyílt érintkeznie Erdélynek csaknem minden kitűnőbb közéleti emberével, és elnyernie sokuk rokonszenvét és becsülését.
Neve már ekkor mind ismertebbé vált az irodalomban. Az 1848-as mozgalmak kezdetekor otthagyta az iskolát, és a kolozsvári ifjúság vezetői közt találjuk őt az unió kikiáltásában és a pesti küldöttség fogadásában. A forradalom eseményeiben, harcaiban azonban nem vett részt. Ezután Pestre ment, lapokba írt,  és a követté megválasztott békepárti gróf Teleki Domokos titkára volt ott, aztán Gernyeszegen, majd ismét Pesten.
Kolozsvárt ezalatt Urbán császári tábornok foglalta el, a város rettegésben élt, és sarc alatt nyögött. Gyulai anyja, aki már az ostrom ideje alatt is beteg volt, félelmek közt halt meg. Fia, a város felszabadulásakor, már 1849-ben haza sietvén, csak sírját találta; bátyja, öccse honvédek voltak, a kis húgát találta egyedül otthon. Gyulai, hogy rajta segíthessen, otthon maradt, és egy pár hétig az Ócsvay által szerkesztett Honvéd munkatársa volt. Majd ismét visszatért Telekihez, és vele maradt Pesten 1851 tavaszáig.
Megismerkedett Arannyal, Csengery Antallal, Eötvös Józseffel, Pákh Alberttel és többi jelesünkkel, ami jótékonyan hatott az ifjú költőre. Hatásuk alatt kezdte meg valódi irodalmi munkásságát.
Az országot ért halálos vereség kábultságából először az irodalom kezdett felocsúdni. Gyulai az elsők és a leghívebbek közt volt, akik a nemzet ez egyetlen megmaradt zászlaja alá sorakoztak. Valamennyi ez időszakban megindult jobb irodalmi vállalkozásnak egyik elsőrendű és nélkülözhetetlen munkatársa volt. 1850-ben, a Pesti Röpívekben kezdte kritikusi pályafutását.
1852 őszén elhagyva titkári állását, végleg Pestre költözött, ahol egy nevelőintézetben vállalt tanári állást. 1854-ben a Vasárnapi Ujság alapításában főérdeme volt, és annak első három számát Pákh Alberttel és Jókai Mórral közösen írták. Pákhkal részt vett 1853-ban a Szépirodalmi Lapok megalapításában, mely azonban fél év múlva megszűnt. Ugyancsak Pákhkal részt vett az Ujabbkori Ismeretek Tára szerkesztésében, kritikákat írt a Pesti Naplóba és a hivatalos Budapesti Hirlapba. 1855-től Kemény Zsigmond mellett a Pesti Napló munkatársa volt, ahová kivált könyv- és színibírálatokat írt. Kritikai működése, amely alapos, igazságos és szigorú volt, félelmetessé tette, és sok ellenséget szerzett neki. Ekkor vívta nevezetes polémiáit a régebbi költők iránt elfogult Toldy Ferenccel, Petőfi és Arany nemzeti irányának esztétikai elismerése érdekében és vette üldözőbe a Petőfi-utánzók pongyola irányzatát.
1855. október 25-én Nádasdy Tamás gróf mentorául külföldi útra ment. Egy évet Berlinben és Párizsban töltöttek, majd Münchenbe utaztak, ahol az ifjú gróf 1856. december 14-én meghalt. Gyulai irodalmi és művészi ismeretekkel gazdagodva tért vissza Pestre, ismét dolgozott a lapokba és folyóiratokba.
1858. július 31-én vezette oltárhoz Szendrey Máriát (1838–1866), Petőfi Sándor sógornőjét, majd egyenesen Kolozsvárra mentek, ahol a református kollégiumban a magyar és latin irodalom tanára lett.
A Magyar Tudományos Akadémia tíz évi tetszhalál után föléledvén, azon év december 15-én levelező tagjának választotta, 1860. július 15-én pedig a Kisfaludy Társaság rendes tagjának. 1862. július 3-án visszatért a fővárosba, ahol Arany Szépirodalmi Figyelőjének segédszerkesztője, egyszersmind buzgó titkára lett a Magyar Írók Segélyegyletének, 1867-ig. Jelentős részt vállalt az erdélyi múzeum munkáiban, sürgette a székely népdalok és balladák gyűjtését, hangoztatta e termékek jelentőségét és az ő eszközlésével jelent meg Kriza híres gyűjteménye is. (Vadrózsák. Kolozsvár, 1863)
A fővárosba jötte után 1864-ig tanára volt a pesti evangélikus gimnáziumnak, amikor is a színészképző aligazgatójává és dramaturgiai szaktanárrá nevezték ki. Ezen állásáról, akadémiai titkárrá történt megválasztatásakor 1870-ben lemondott. A Nemzeti Színház állandó drámabírálója is lévén, ezzel a hajlamainak megfelelő hatáskörhöz jutott. Tevékenyen részt vett, főleg mint bíráló, a Magyar Tudományos Akadémia és a Kisfaludy Társaság munkálataiban, a drámai pályázatok fölött mint előadó ő ismertette az akadémia ítéletét. A Kisfaludy Társaságban felolvasásain kívül a népköltészeti gyűjtemény újra megindításával szerzett nagy érdemet.
1866. szeptember 10-én a kolera elragadta ifjú nejét. E veszteség és apai gondjai számos szép költeményre ihlették. Nem nősült meg többé, az irodalmi munkában keresett enyhülést. Az Akadémia 1867. január 30-án rendes taggá, 1870. január 17-én a nyelv- és széptudományi osztály titkárává, 1883. május 17-én az igazgatótanács tagjává, a Kisfaludy Társaság pedig 1873. január 29-én másodelnökévé választotta.
1873-tól szerkesztette a Budapesti Szemlét, 1875-től az Olcsó Könyvtárt.
1875-ben Eötvös Károly meghívására csatlakozott a Balatont körülutazó hattagú baráti társasághoz, így szereplője Eötvös nagysikerű Utazás a Balaton körül című anekdotagyűjteményének, melyben külön fejezet mutatja be őt is.
1876-ban Gyulai javaslatára nevezték el Budapest második Duna-hídját Margit hídnak.
1876. január 25-én, ötvenedik születésnapja alkalmából a kolozsvári egyetem bölcseletdoktori oklevéllel tisztelte meg. Ugyanabban az évben a budapesti egyetem meghívta őt a Toldy Ferenc halálával megüresedett magyar irodalmi tanszékre, ami által ismét új hatáskörhöz jutott, ahol a magyar irodalomtörténet művelésére új nemzedéket nevelt. 1892-ig tanított itt. Működésének súlypontja ezután itt, az Akadémián, a Kisfaludy Társaságban és a saját folyóiratában (Budapesti Szemle) volt. A Kisfaludy Társaság 1879. február 19-én elnökévé választotta. E társaság évi közgyűlésein tartott elnöki megnyitó beszédei egy-egy fontosabb irodalmi kérdést vitattak meg, és élénken foglalkoztatták a közvéleményt. Írói érdemei alapján 1885-ben a főrendiház újjászervezésekor a király kinevezte tagjának és annak jegyzőjének is megválasztották.
1899. október 18-án lemondott a Kisfaludy Társaság elnökségéről, 1902-ben megvált az egyetemtől is. Utolsó éveiben már csak a Budapesti Szemlét szerkesztette.

## Jellemrajza, testi adottságai
Barátja, Eötvös Károly az Utazások a Balaton körül c. könyvében így írja le: „Milyen magas lehet ő? Úgy hiszem, százötvenöt centiméternél nem magasabb. A franciák bevennék katonának, a poroszok nem.” Karaktere Eötvös szerint: „Gyulai Pál – úr. Mikor e szót kiejtem: nagy nyomatékkal teszem azt. Nem azért, mert főrendi úr. Nem ád ő arra semmit, s én se sokat. S mikor nagy utazásunkat megtettük a Balaton körül: akkor még nem is volt ő főrendi úr. Hanem hát ő nem tegeződik minden pitty-potty emberrel. Nem is érzeleg és nem is pajtáskodik senkivel, hanem ehelyett vitába keveredik mindenkivel, s vita közben csak egyetlen megszólítás illik hozzá komolyan: »Gyulai Pál úr«.” Költői munkamódszerét következőképp mutatja be: „Nem volt termékeny az ő költészete. Verses költeményei elférnek két kis kötetben. […] Ha Petőfi így dolgozik: éppen háromszáz esztendeig kell még élnie, hogy összes költeményeit megírhassa.”

## Főbb művei

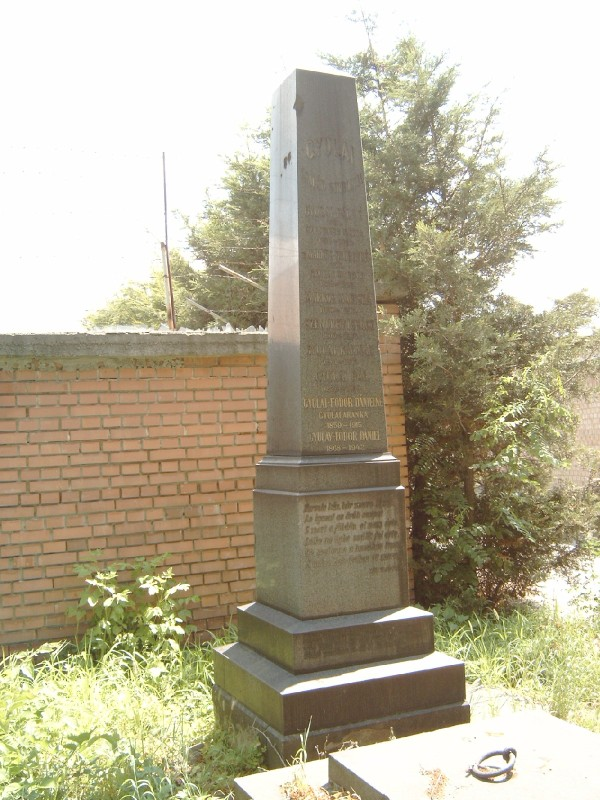
Gyulai Pál sírja Budapesten. Kerepesi úti temető: B. 558

- Gyulai Pál–Mentovics Ferenc–Szász Károly: Nemzeti színek; Barráné és Stein, Kolozsvár, 1848
- Részvét könyve; szerk. Gyulai Pál; Magyar Írók Segélyegylete, Pest, 1863
- Egy régi udvarház utolsó gazdája (1857)
- Paul Gyulai: Frauen vor dem Spiegel (Nők a tükör előtt); németre ford. Dux Adolf; Hornyanszky-Hummel, Pest, 1864
- Paul Gyulai: Ein alter Schauspieler (A vén színész); németre ford. Rosner Lipót; Reclam, Lipcse, 186? (Universal-Bibliothek)
- Vörösmarty életrajza; Ráth, Pest, 1866
- Vázlatok és képek; Pfeifer, Pest, 1867
- A népszerűség. Satira; Ráth, Pest, 1868
- Romhányi (1869–1872)
- Gyulai Pál költeményei; Ráth, Pest, 1870
- Elegyes gyűjtések Magyarország és Erdély különböző részeiből; szerk. Arany László, Gyulai Pál; Athenaeum, Pest, 1872 (Magyar népköltési gyűjtemény. Új folyam)
- A vén színész. Beszély; Franklin, Bp., 1877 (Olcsó könyvtár)
- A magyar irodalom története. 1807–1830. Jegyzetek, 1-2.; Gyulai Pál előadásai után kiadta Kőrösy K. László; Kőrösy, Bp., 1878–1879
- Petőfi költészete. Jegyzet Gyulai Pál előadása után; készítette: Sz. L. [Szádeczky-Kardoss Lajos]; s.n., Bp., 1878
- A magyar irodalom története 1830–1848-ig; Gyulai Pál egyetemi előadásai után jegyzi Közményi Ferenc; Langer Ny., Bp., 1879
- Emlékbeszédek; Franklin, Bp., 1879
- A XVIII. század magyar prózaírói; Gyulai Pál egyetemi előadásai nyomán kiad. Nagy Sándor; s.n., Bp., 1880
- A magyar irodalom története 1807-től 1848-ig; Gyulai Pál előadásai után; s.n., Bp., 1881
- Gyulai Pál költeményei; 2., bőv. kiad.; Franklin, Bp., 1882
- Katona József és Bánk Bánja; Kisfaludy-Társaság, Bp., 1883
- Szilágyi és Hajmási. Költői beszély; Franklin, Bp., 1883 (Olcsó könyvtár)
- Petőfi élete és költészete; Gyulai Pál előadásai után leírta az 1884/5-iki év. lyceumi VIII-ik osztály Pozsonyban; s.n., Pozsony, 1885
- Középkori költői maradványaink. 1884/5.; Gyulai Pál előadásai után kiad. Solymosy Sándor, Madzsar Gusztáv; s.n., Bp., 1885
- Az aesopi mese a magyar irodalomban; Gyulai Pál egyetemi előadásai után kiad. Strauch Béla; s.n., Bp., 1887
- Kölcsey költői és prózai munkái. 1888/9-iki tanév 2. fele; Gyulai Pál egyetemi előadásai után kiad. Demek Győző, ifj. Matirkó Bertalan; s.n., Bp., 1889
- Gyöngyösi István és iskolája; Gyulai Pál előadásai után kiad. Kiss Ernő; Blau, Bp., 1890
- Arany János. Emlékbeszéd; Franklin, Bp., 1891 (Olcsó könyvtár)
- Kisfaludy Sándor elbeszélő költészete; Gyulai Pál előadásai után jegyzé Pethe Ferenc; s.n., Bp., 1891
- Széchenyi mint író; Gyulai Pál egyet. ny. r. tanár előadásai után jegyzé Pethe Ferenc, s.n., Bp., 1892
- Petőfi költészete. 1891–92. 1. félév; Gyulai Pál előadásai után jegyzé Pethe Ferenc; s.n., Bp., 1892
- Tinódi s a XVI. sz. históriás énekesei; Gyulai Pál előadásai után jegyezte Pethe Ferenc; s.n., Bp., 1894
- Gyulai Pál költeményei, 1-2.; 3. bőv. kiad.; Franklin, Bp., 1894
- Báró Jósika Miklós regényei. 1894–95. 1. félév; Gyulai Pál előadásai után jegyzi Nowotny Henrik; s.n., s.l., 1895
- Apróbb gyermekmesék. Gyulai Pál gyermekverseivel; Athenaeum, Bp., 1890
- Báró Eötvös József munkáiból; Gyulai Pál előadásai után kiad. Lehr Andor; Blau, Bp., 1899
- A XVII. század magyar epikusai; Gyulai Pál előadásai alapján kiadta Lehr Andor; Blum kőny., Bp., 1899
- Petőfi költészete. Dr. Gyulai Pál előadásai után; Lehr Andor, Bp., 1900
- A magyar irodalom története 1526-ig és 1526–1606-ig, 1-2.; Gyulai Pál előadása után jegyezte Boromisza Jenő; s.n., Bp., 1901
- Emlékbeszédek; 2. bőv. kiad; Franklin, Bp., 1902
- Három beteg. Beszély, 1850; Franklin, Bp., 1902 (Olcsó könyvtár)
- Glück-Szerencse ur. Beszély, 1856; Franklin, Bp., 1903 (Olcsó könyvtár)
- Vörösmarty életrajza; 6., jav. kiad.; Franklin, Bp., 1905
- Gyulai Pál családi versei. Emlékül Gyulai Pálnak születésének nyolcvanadik évfordulója alkalmából; Franklin, Bp., 1906
- Emlékezés Deák Ferencre; Franklin, Bp., 1906 (Olcsó könyvtár)
- Az első magyar komikus; Franklin, Bp., 1906 (Olcsó könyvtár)
- Dramaturgiai dolgozatok, 1-2.; Franklin, Bp., 1908
- Kritikai dolgozatok 1854–1861; Akadémia, Bp., 1908 (A Magyar Tudományos Akadémia Könyvkiadóvállalata. U. F.)
- Bírálatok 1861–1903; Akadémia, Bp., 1911 (A Magyar Tudományos Akadémia Könyvkiadóvállalata. U. F.)
- Varju István. Elbeszélés; Kisfaludy-Társaság, Bp., 1912
- Vázlatok és képek; 3. bőv. kiad.; Franklin, Bp., 1913
- Emlékbeszédek, 1-2.; 3., bőv. kiad.; Franklin, Bp., 1914
- Erdélyi úti beszámolók; sajtó alá rend. Papp Ferenc; Franklin, Bp., 1921 (Olcsó könyvtár)
- Jó éjszakát! Elbeszélés; bev. Galamb Sándor; Franklin, Bp., 1922 (Olcsó könyvtár)
- Gyulai Pál irodalmi emlékei; bev., jegyz. Papp Ferenc; Franklin, Bp., 1926
- Összes költeménye (1902)
- Kritikai dolgozatok 1854–61 (1908) (A Magyar Tudományos Akadémia Könyvkiadó Vállalata)
- Dramaturgiai dolgozatok (1908)
- Bírálatok 1861–1903 (1911) (A Magyar Tudományos Akadémia Könyvkiadó Vállalata)
- Emlékbeszédek (1914)
- Gyulai Pál kritikai dolgozatainak újabb gyűjteménye : 1850-1904 (1927) (A Magyar Tudományos Akadémia Könyvkiadó Vállalata)
- Válogatott művei (1956)
- Bírálatok. Cikkek. Tanulmányok; sajtó alá rend., jegyz. Bisztray Gyula, Komlós Aladár; Akadémiai, Bp., 1961 (A magyar irodalomtörténetírás forrásai)
- Gyulai Pál levelezése 1843-tól 1867-ig; sajtó alá rend., jegyz. Somogyi Sándor; Akadémiai, Bp., 1961 (A magyar irodalomtörténetírás forrásai)
- Gyulai Pál válogatott művei; vál., szöveggond. Kovács Kálmán, jegyz. ifj. Kovács Kálmán; Szépirodalmi, Bp., 1989 (Magyar remekírók)

## A Petőfi–Horvát–Gyulai családok kapcsolata
| Petrovics István (1791–1849) | Petrovics István (1791–1849) | Petrovics István (1791–1849) | Petrovics István (1791–1849) | Petrovics István (1791–1849) | Petrovics István (1791–1849) |  |  | Hrúz Mária (1791–1849)    | Hrúz Mária (1791–1849)    | Hrúz Mária (1791–1849)    | Hrúz Mária (1791–1849)    | Hrúz Mária (1791–1849)    | Hrúz Mária (1791–1849)    |                           |                           |                            |                            |                            |                            | Horvát István (1784–1846)  | Horvát István (1784–1846)  | Horvát István (1784–1846) | Horvát István (1784–1846) | Horvát István (1784–1846)    | Horvát István (1784–1846)    |                              |                              | Szepessy Karolina             | Szepessy Karolina             | Szepessy Karolina             | Szepessy Karolina             | Szepessy Karolina             | Szepessy Karolina             |                           |                           | Szendrey Ignác (1800–1895) | Szendrey Ignác (1800–1895) | Szendrey Ignác (1800–1895) | Szendrey Ignác (1800–1895) | Szendrey Ignác (1800–1895) | Szendrey Ignác (1800–1895) |                           |                           | Gálovics Anna (1805–1849)  | Gálovics Anna (1805–1849)  | Gálovics Anna (1805–1849)  | Gálovics Anna (1805–1849)  | Gálovics Anna (1805–1849)  | Gálovics Anna (1805–1849)  |                           |                           |                           |                           |                        |                        |                        |                        |  |  |  |  |  |  |  |  |  |  |  |  |  |  |  |  |  |  |  |  |  |  |  |  |  |  |  |  |
| Petrovics István (1791–1849) | Petrovics István (1791–1849) | Petrovics István (1791–1849) | Petrovics István (1791–1849) | Petrovics István (1791–1849) | Petrovics István (1791–1849) |  |  | Hrúz Mária (1791–1849)    | Hrúz Mária (1791–1849)    | Hrúz Mária (1791–1849)    | Hrúz Mária (1791–1849)    | Hrúz Mária (1791–1849)    | Hrúz Mária (1791–1849)    |                           |                           |                            |                            |                            |                            | Horvát István (1784–1846)  | Horvát István (1784–1846)  | Horvát István (1784–1846) | Horvát István (1784–1846) | Horvát István (1784–1846)    | Horvát István (1784–1846)    |                              |                              | Szepessy Karolina             | Szepessy Karolina             | Szepessy Karolina             | Szepessy Karolina             | Szepessy Karolina             | Szepessy Karolina             |                           |                           | Szendrey Ignác (1800–1895) | Szendrey Ignác (1800–1895) | Szendrey Ignác (1800–1895) | Szendrey Ignác (1800–1895) | Szendrey Ignác (1800–1895) | Szendrey Ignác (1800–1895) |                           |                           | Gálovics Anna (1805–1849)  | Gálovics Anna (1805–1849)  | Gálovics Anna (1805–1849)  | Gálovics Anna (1805–1849)  | Gálovics Anna (1805–1849)  | Gálovics Anna (1805–1849)  |                           |                           |                           |                           |                        |                        |                        |                        |  |  |  |  |  |  |  |  |  |  |  |  |  |  |  |  |  |  |  |  |  |  |  |  |  |  |  |  |
|                              |                              |                              |                              |                              |                              |  |  |                           |                           |                           |                           |                           |                           |                           |                           |                            |                            |                            |                            |                            |                            |                           |                           |                              |                              |                              |                              |                               |                               |                               |                               |                               |                               |                           |                           |                            |                            |                            |                            |                            |                            |                           |                           |                            |                            |                            |                            |                            |                            |                           |                           |                           |                           |                        |                        |                        |                        |  |  |  |  |  |  |  |  |  |  |  |  |  |  |  |  |  |  |  |  |  |  |  |  |  |  |  |  |
|                              |                              |                              |                              |                              |                              |  |  |                           |                           |                           |                           |                           |                           |                           |                           |                            |                            |                            |                            |                            |                            |                           |                           |                              |                              |                              |                              |                               |                               |                               |                               |                               |                               |                           |                           |                            |                            |                            |                            |                            |                            |                           |                           |                            |                            |                            |                            |                            |                            |                           |                           |                           |                           |                        |                        |                        |                        |  |  |  |  |  |  |  |  |  |  |  |  |  |  |  |  |  |  |  |  |  |  |  |  |  |  |  |  |
|                              |                              |                              |                              |                              |                              |  |  |                           |                           |                           |                           |                           |                           |                           |                           |                            |                            |                            |                            |                            |                            |                           |                           |                              |                              |                              |                              |                               |                               |                               |                               |                               |                               |                           |                           |                            |                            |                            |                            |                            |                            |                           |                           |                            |                            |                            |                            |                            |                            |                           |                           |                           |                           |                        |                        |                        |                        |  |  |  |  |  |  |  |  |  |  |  |  |  |  |  |  |  |  |  |  |  |  |  |  |  |  |  |  |
| Petőfi István (1825–1880)    | Petőfi István (1825–1880)    | Petőfi István (1825–1880)    | Petőfi István (1825–1880)    | Petőfi István (1825–1880)    | Petőfi István (1825–1880)    |  |  | Petőfi Sándor (1823–1849) | Petőfi Sándor (1823–1849) | Petőfi Sándor (1823–1849) | Petőfi Sándor (1823–1849) | Petőfi Sándor (1823–1849) | Petőfi Sándor (1823–1849) |                           |                           | Szendrey Júlia (1828–1868) | Szendrey Júlia (1828–1868) | Szendrey Júlia (1828–1868) | Szendrey Júlia (1828–1868) | Szendrey Júlia (1828–1868) | Szendrey Júlia (1828–1868) |                           |                           | id. Horvát Árpád (1820–1894) | id. Horvát Árpád (1820–1894) | id. Horvát Árpád (1820–1894) | id. Horvát Árpád (1820–1894) | id. Horvát Árpád (1820–1894)  | id. Horvát Árpád (1820–1894)  |                               |                               | Szendrey Gyula (?–1850)       | Szendrey Gyula (?–1850)       | Szendrey Gyula (?–1850)   | Szendrey Gyula (?–1850)   | Szendrey Gyula (?–1850)    | Szendrey Gyula (?–1850)    |                            |                            |                            |                            |                           |                           | Szendrey Mária (1838–1866) | Szendrey Mária (1838–1866) | Szendrey Mária (1838–1866) | Szendrey Mária (1838–1866) | Szendrey Mária (1838–1866) | Szendrey Mária (1838–1866) |                           |                           | Gyulai Pál (1826–1909)    | Gyulai Pál (1826–1909)    | Gyulai Pál (1826–1909) | Gyulai Pál (1826–1909) | Gyulai Pál (1826–1909) | Gyulai Pál (1826–1909) |  |  |  |  |  |  |  |  |  |  |  |  |  |  |  |  |  |  |  |  |  |  |  |  |  |  |  |  |
| Petőfi István (1825–1880)    | Petőfi István (1825–1880)    | Petőfi István (1825–1880)    | Petőfi István (1825–1880)    | Petőfi István (1825–1880)    | Petőfi István (1825–1880)    |  |  | Petőfi Sándor (1823–1849) | Petőfi Sándor (1823–1849) | Petőfi Sándor (1823–1849) | Petőfi Sándor (1823–1849) | Petőfi Sándor (1823–1849) | Petőfi Sándor (1823–1849) |                           |                           | Szendrey Júlia (1828–1868) | Szendrey Júlia (1828–1868) | Szendrey Júlia (1828–1868) | Szendrey Júlia (1828–1868) | Szendrey Júlia (1828–1868) | Szendrey Júlia (1828–1868) |                           |                           | id. Horvát Árpád (1820–1894) | id. Horvát Árpád (1820–1894) | id. Horvát Árpád (1820–1894) | id. Horvát Árpád (1820–1894) | id. Horvát Árpád (1820–1894)  | id. Horvát Árpád (1820–1894)  |                               |                               | Szendrey Gyula (?–1850)       | Szendrey Gyula (?–1850)       | Szendrey Gyula (?–1850)   | Szendrey Gyula (?–1850)   | Szendrey Gyula (?–1850)    | Szendrey Gyula (?–1850)    |                            |                            |                            |                            |                           |                           | Szendrey Mária (1838–1866) | Szendrey Mária (1838–1866) | Szendrey Mária (1838–1866) | Szendrey Mária (1838–1866) | Szendrey Mária (1838–1866) | Szendrey Mária (1838–1866) |                           |                           | Gyulai Pál (1826–1909)    | Gyulai Pál (1826–1909)    | Gyulai Pál (1826–1909) | Gyulai Pál (1826–1909) | Gyulai Pál (1826–1909) | Gyulai Pál (1826–1909) |  |  |  |  |  |  |  |  |  |  |  |  |  |  |  |  |  |  |  |  |  |  |  |  |  |  |  |  |
|                              |                              |                              |                              |                              |                              |  |  |                           |                           |                           |                           |                           |                           |                           |                           |                            |                            |                            |                            |                            |                            |                           |                           |                              |                              |                              |                              |                               |                               |                               |                               |                               |                               |                           |                           |                            |                            |                            |                            |                            |                            |                           |                           |                            |                            |                            |                            |                            |                            |                           |                           |                           |                           |                        |                        |                        |                        |  |  |  |  |  |  |  |  |  |  |  |  |  |  |  |  |  |  |  |  |  |  |  |  |  |  |  |  |
|                              |                              |                              |                              |                              |                              |  |  |                           |                           |                           |                           |                           |                           |                           |                           |                            |                            |                            |                            |                            |                            |                           |                           |                              |                              |                              |                              |                               |                               |                               |                               |                               |                               |                           |                           |                            |                            |                            |                            |                            |                            |                           |                           |                            |                            |                            |                            |                            |                            |                           |                           |                           |                           |                        |                        |                        |                        |  |  |  |  |  |  |  |  |  |  |  |  |  |  |  |  |  |  |  |  |  |  |  |  |  |  |  |  |
|                              |                              |                              |                              |                              |                              |  |  |                           |                           |                           |                           | Petőfi Zoltán (1848–1870) | Petőfi Zoltán (1848–1870) | Petőfi Zoltán (1848–1870) | Petőfi Zoltán (1848–1870) | Petőfi Zoltán (1848–1870)  | Petőfi Zoltán (1848–1870)  |                            |                            | Horvát Attila (1851–1873)  | Horvát Attila (1851–1873)  | Horvát Attila (1851–1873) | Horvát Attila (1851–1873) | Horvát Attila (1851–1873)    | Horvát Attila (1851–1873)    |                              |                              | ifj. Horvát Árpád (1855–1887) | ifj. Horvát Árpád (1855–1887) | ifj. Horvát Árpád (1855–1887) | ifj. Horvát Árpád (1855–1887) | ifj. Horvát Árpád (1855–1887) | ifj. Horvát Árpád (1855–1887) |                           |                           | Horvát Viola (1857)        | Horvát Viola (1857)        | Horvát Viola (1857)        | Horvát Viola (1857)        | Horvát Viola (1857)        | Horvát Viola (1857)        |                           |                           | Horvát Ilona (1859–1945)   | Horvát Ilona (1859–1945)   | Horvát Ilona (1859–1945)   | Horvát Ilona (1859–1945)   | Horvát Ilona (1859–1945)   | Horvát Ilona (1859–1945)   |                           |                           |                           |                           |                        |                        |                        |                        |  |  |  |  |  |  |  |  |  |  |  |  |  |  |  |  |  |  |  |  |  |  |  |  |  |  |  |  |
|                              |                              |                              |                              |                              |                              |  |  |                           |                           |                           |                           | Petőfi Zoltán (1848–1870) | Petőfi Zoltán (1848–1870) | Petőfi Zoltán (1848–1870) | Petőfi Zoltán (1848–1870) | Petőfi Zoltán (1848–1870)  | Petőfi Zoltán (1848–1870)  |                            |                            | Horvát Attila (1851–1873)  | Horvát Attila (1851–1873)  | Horvát Attila (1851–1873) | Horvát Attila (1851–1873) | Horvát Attila (1851–1873)    | Horvát Attila (1851–1873)    |                              |                              | ifj. Horvát Árpád (1855–1887) | ifj. Horvát Árpád (1855–1887) | ifj. Horvát Árpád (1855–1887) | ifj. Horvát Árpád (1855–1887) | ifj. Horvát Árpád (1855–1887) | ifj. Horvát Árpád (1855–1887) |                           |                           | Horvát Viola (1857)        | Horvát Viola (1857)        | Horvát Viola (1857)        | Horvát Viola (1857)        | Horvát Viola (1857)        | Horvát Viola (1857)        |                           |                           | Horvát Ilona (1859–1945)   | Horvát Ilona (1859–1945)   | Horvát Ilona (1859–1945)   | Horvát Ilona (1859–1945)   | Horvát Ilona (1859–1945)   | Horvát Ilona (1859–1945)   |                           |                           |                           |                           |                        |                        |                        |                        |  |  |  |  |  |  |  |  |  |  |  |  |  |  |  |  |  |  |  |  |  |  |  |  |  |  |  |  |
|                              |                              |                              |                              |                              |                              |  |  |                           |                           |                           |                           |                           |                           |                           |                           |                            |                            |                            |                            |                            |                            |                           |                           |                              |                              |                              |                              |                               |                               |                               |                               |                               |                               |                           |                           |                            |                            |                            |                            |                            |                            |                           |                           |                            |                            |                            |                            |                            |                            |                           |                           |                           |                           |                        |                        |                        |                        |  |  |  |  |  |  |  |  |  |  |  |  |  |  |  |  |  |  |  |  |  |  |  |  |  |  |  |  |
|                              |                              |                              |                              |                              |                              |  |  |                           |                           |                           |                           |                           |                           |                           |                           |                            |                            |                            |                            |                            |                            |                           |                           |                              |                              |                              |                              |                               |                               |                               |                               | Gyulai Aranka (1859–1915)     | Gyulai Aranka (1859–1915)     | Gyulai Aranka (1859–1915) | Gyulai Aranka (1859–1915) | Gyulai Aranka (1859–1915)  | Gyulai Aranka (1859–1915)  |                            |                            | Gyulai Kálmán (1861–1897)  | Gyulai Kálmán (1861–1897)  | Gyulai Kálmán (1861–1897) | Gyulai Kálmán (1861–1897) | Gyulai Kálmán (1861–1897)  | Gyulai Kálmán (1861–1897)  |                            |                            | Gyulai Margit (1862–1885)  | Gyulai Margit (1862–1885)  | Gyulai Margit (1862–1885) | Gyulai Margit (1862–1885) | Gyulai Margit (1862–1885) | Gyulai Margit (1862–1885) |                        |                        |                        |                        |  |  |  |  |  |  |  |  |  |  |  |  |  |  |  |  |  |  |  |  |  |  |  |  |  |  |  |  |